# Kai Middendorff Galerie
Die Kai Middendorff Galerie ist eine private Kunstgalerie in Frankfurt am Main. Sie wurde 2008 gegründet und hat ihren Sitz im Gebäude einer ehemaligen Autofabrik aus dem Jahr 1900 im Frankfurter Bahnhofsviertel.

## Programm
Das Programm ist international ausgerichtet und medienspezifisch nicht eingeschränkt. Vertreten werden internationale Künstler mit einem  eigenständigen Profil. Positionen an den Randbereichen zu Nebendisziplinen wie Sound, Design oder Film fließen ebenfalls in das Portfolio ein. Das Engagement für das Medium Film fand 2011 in einer Kollaboration mit den Kurzfilmtagen Oberhausen Ausdruck. Zudem nimmt die Galerie an internationalen Messen teil.

## Gründer
Vor der Gründung der Galerie forschte Kai Middendorff im Rahmen seiner Promotion in Kunstgeschichte zum Bild-Phänomen der Fotogramme am Beispiel der Arbeiten von Moholy-Nagy. 1995 übernahm er eine Partnerschaft in einer Münchener Galerie und begleitete den Aufbau der Kunstsammlung BVB / Allianz in München von 1997 bis 2005, wo er unter anderem mit dem Kurator Harald Szeemann zusammenarbeitete. 
Seit 2008 richtet Kai Middendorff Gruppen- und Einzelausstellungen aus, die sich aus nationalen und internationalen künstlerischen Positionen zusammensetzen.

## Messebeteiligungen
Die Galerie hat seit der Gründung 2008 an verschiedenen internationalen Messen teilgenommen, darunter Art Forum Berlin, Art Cologne, Vienna Contemporary und Art Rotterdam.

## Künstler
- Franziska Kneidl (Deutschland)
- Neil Beloufa (Frankreich, Algerien)
- Teboho Edkins (USA, Südafrika)
- Ekrem Yalcindag (Türkei)
- Markus Weisbeck (Deutschland)
- Bernhard Schreiner (Österreich, Deutschland)
- Mark Schreiber (Südafrika, Deutschland)
- Roee Rosen (Israel)